# جتور ایکس۹۵
جتور ایکس۹۵ (به انگلیسی: Jetour X95) یک کراس‌اوور اندازه متوسط است که توسط زیر مجموعه شرکت چری یعنی جتور (بخش خودروهای تجاری چری) تولید می‌شود.

## بررسی اجمالی

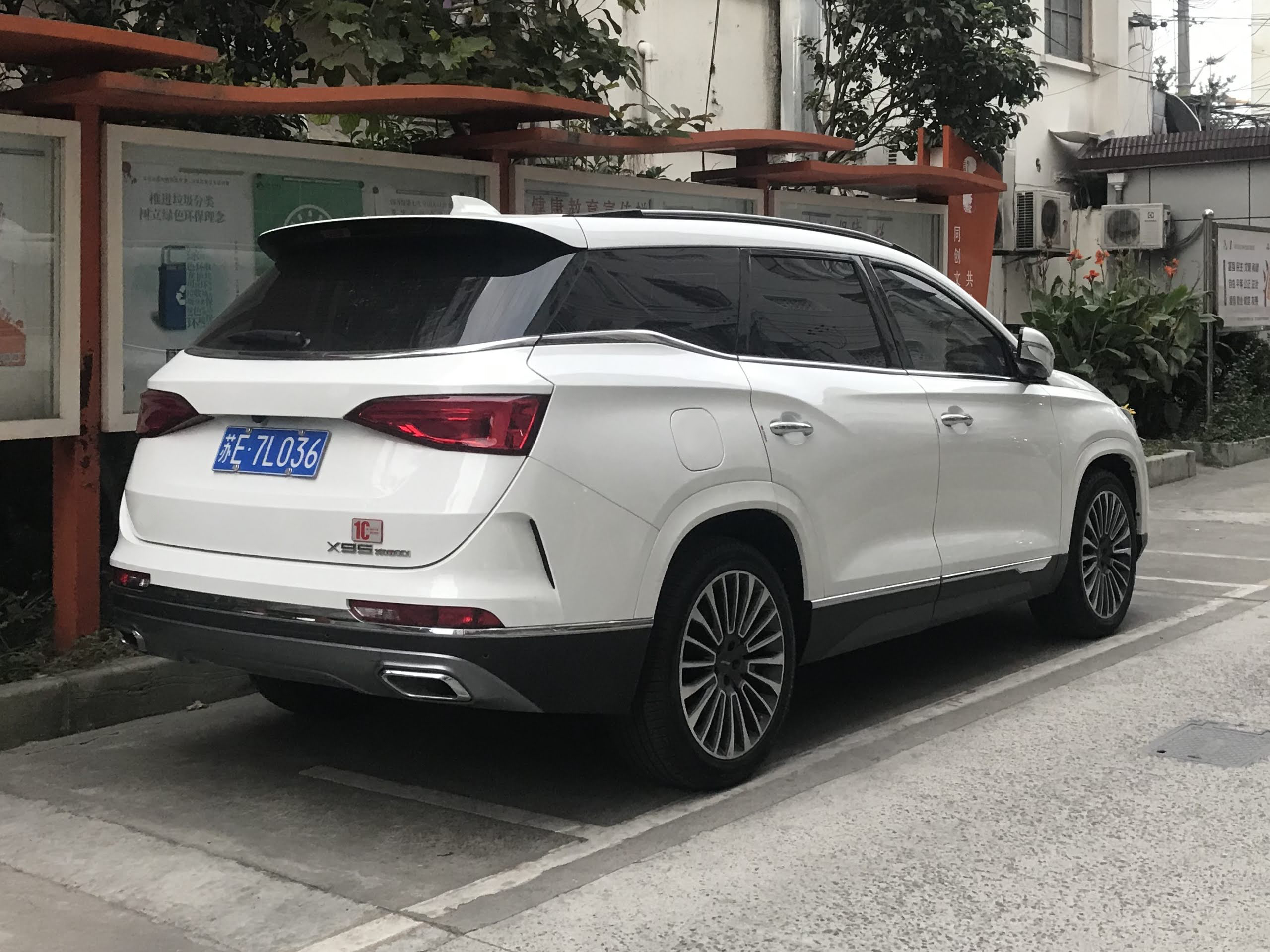
جتور ایکس۹۵ (عقب)

جتور ایکس۹۵ چری تیگو۷، چری تیگو۸ جتور ایکس۹۰ از فناوری این خودرو استفاده می‌کنند.
این کراس‌اوور با یک موتور بنزینی ۱٫۵ لیتری سوپرشارژ با توان ۱۵۶ اسب بخار
و یا یک موتور ۱٫۶ لیتری بنزینی سوپرشارژ با توان تولید ۱۹۷ اسب بخاتولید می‌شودند. این موتورها در سایر مدل‌های شاسی‌بلند خودرهایو چری استفاده می‌شند.